# 武攸歸
武攸歸（?—?），唐朝并州文水（今山西省文水县）人。他是武则天伯父武士讓的孙子，武弘度的儿子，武攸望、武攸止的兄长。
武攸歸原为唐朝的太子通事舍人。690年九月十二，武则天迫使儿子唐睿宗退位，自称圣神皇帝，建立武周，武攸歸被封为九江郡王。同时，武承嗣為魏王，武三思為梁王，武攸寧為建昌王、武攸望會稽王、武仁範河間王，武懿宗河內王、武嗣宗臨川王、武載德颍川王，武攸止恒安王，武攸暨千乘王，武攸宜建安王、武攸緒安平王、武重規高平王，武延基南陽王、武延秀淮陽王，武崇訓高陽王、武崇烈新安王，武延暉嗣陳王、武延祚咸安王。698年十月，武则天命令：都城的驻军，由河内王武懿宗、九江王武攸归率领。武攸归历任司属少卿（宗正少卿），至齐州（今山东省济南市）刺史，事母孝，姊亡之期，不尝五辛，说起来就流涕。死在武周时，没有等到神龙革命之后削封为公。其孙武良臣，官至商州（今陕西省商洛市）刺史。